# 源希義
源 希義（みなもと の まれよし）は、平安時代末期の河内源氏の武将。源義朝の五男。源頼朝の同母弟で、同母姉妹に一条能保室の坊門姫がいる。

## 生涯
平安時代末の日記を用いた『清獬眼抄』の記事に、永暦元年（1160年）流刑時の希義が「年九」とある。計算すると生年は仁平2年（1152年）になる。
平治元年（1159年）の平治の乱で父兄が死亡した後、駿河国香貫（現 静岡県沼津市香貫町）にて母方の伯父の藤原範忠によって朝廷に差し出された。乱後の処分で永暦元年（1160年）3月11日に土佐に流罪と決められた。
土佐国では介良荘（けらのしょう）に配流され、土佐冠者（とさのかじゃ）と呼ばれた。現在の高知県高知市介良にあたる。

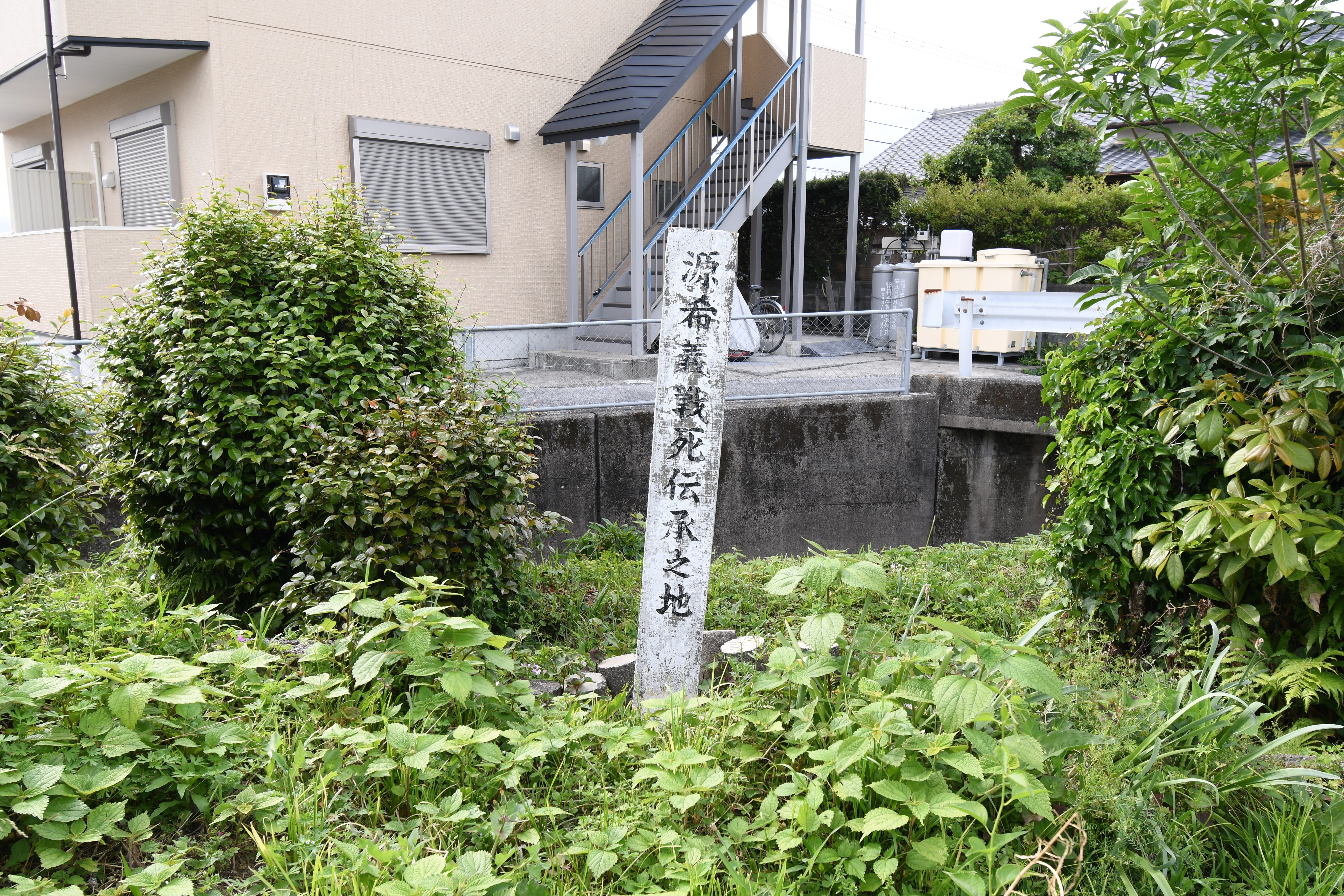
源希義戦死伝承之地
（南国市東崎の鳶ヶ池中学校）

治承4年（1180年）8月の兄頼朝の挙兵を受けて、希義に合力の疑いがあるとして平家により希義の追討令が出されたとき、土佐国では平重盛の家人である蓮池家綱・平田俊遠が希義を討とうとした。希義は、かねてから夜須行宗と約束を交わしており、その根拠地である夜須荘に向かったが、吾川郡の年越山で追いつかれ、殺された。救援に馳せつけようとした夜須行宗は間に合わなかった。介良は高知平野のほぼ中央にあり、夜須はそこから東、吾川郡は西にある。そして、当時の吾川郡域に年越山にあたる地名はない。『南路志』は吾川郡鳥越山（現 高知市春野町弘岡中）に比定するが、『土佐幽考』は介良荘と夜須荘の中間にあたる長岡郡坂折山（現 南国市坂折）と推定した。後免駅の北にある小さな丘である。
『平治物語』における死没記事は『吾妻鏡』とは多少異なり、治承4年頼朝の挙兵の報を受けた平家方勢力によって包囲された希義が父義朝の為の仏事を行ってから自害した、となっている。また、治承4年頃に希義は熊野などの海上勢力と提携して南海に独自の反平家勢力圏を構築する動きを取っていたと見る説もある。
希義の師僧であった土佐国の琳猷上人（りんゆうしょうにん）は、平家の目を恐れて葬儀もされずうち捨てられていた希義の死体を引き取って供養したという。文治元年（1185年）3月27日、上人は希義の鬢髪を首にかけて鎌倉を訪れ、頼朝と対面した。頼朝は「上人がおいでになった事は、亡き希義の魂が再び訪ねてきた事のようです」と賛辞を尽くしたと伝えられる。
同母兄である頼朝はその死をいたく悲しみ、大軍を派遣して蓮池・平田らを殲滅した後、希義の墓所として介良荘に西養寺を建立して菩提を弔った。寺名は希義の法名「西養寺殿円照大禅定門」に由来する。

## 没年について
希義の没年に関する記載は、文献によって次のように異なる。
- 寿永元年（1182年） - 『吾妻鏡』寿永元年9月25日条。
- 治承4年（1180年）12月1日 - 『延慶本平家物語』。
- 月日は特定できないものの治承4年（1180年）に殺害されているとの記載 - 『尊卑分脈』、『平治物語』。

## 墓所

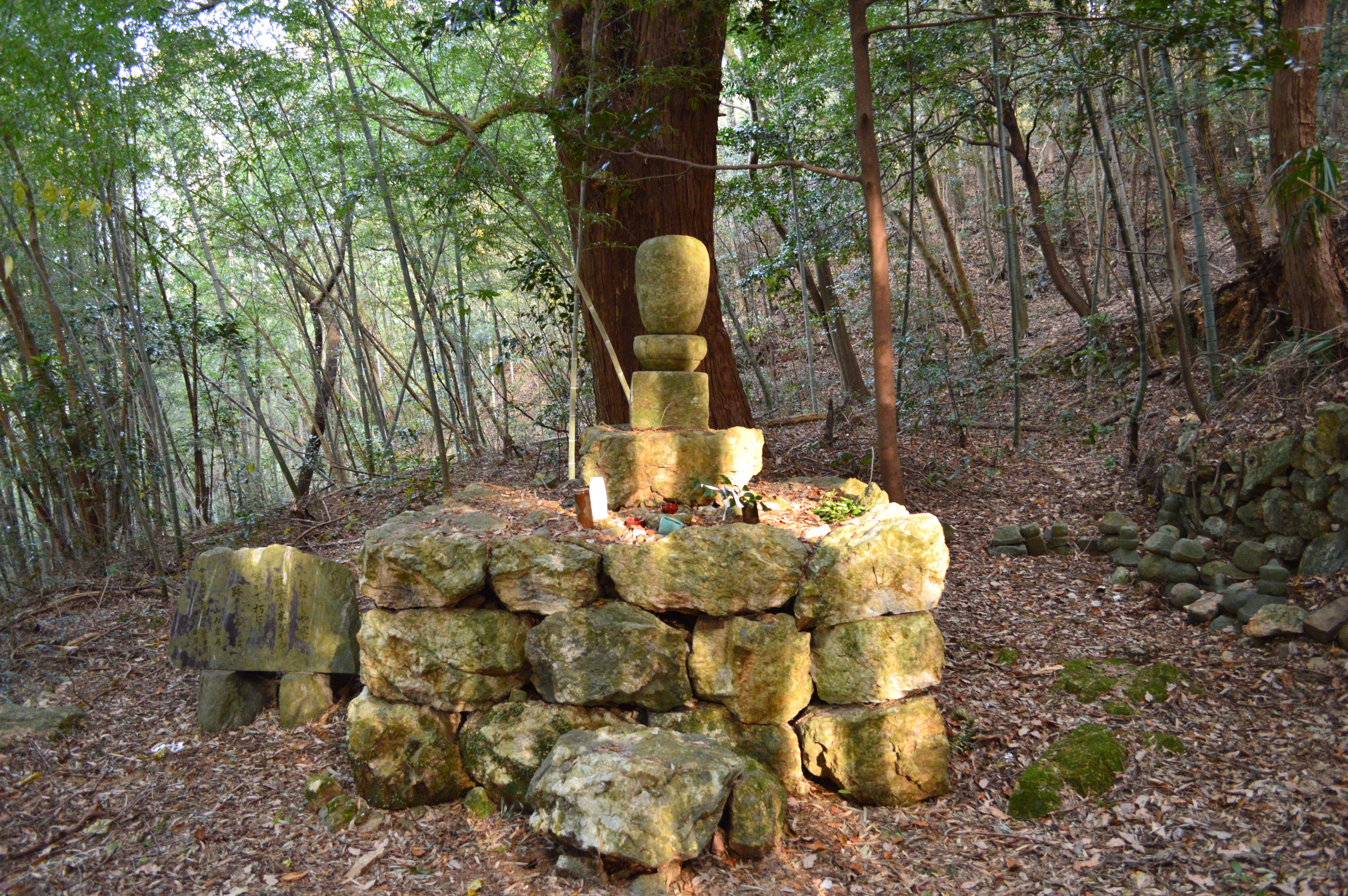
伝源希義墓塔（高知市介良）

墓所として建立された西養寺は近世には寺運が衰え、明治時代の廃仏毀釈で廃寺となって現在は跡地（高知県高知市介良、北緯33度33分23.8秒 東経133度36分25.3秒）として残っている。西養寺跡地には無縫塔（高知市指定文化財）が立つが、地元ではこれを希義の墓として伝えている。この墓では、1995年に鎌倉の源頼朝の墓と土と石を交換して兄弟の再会を果たす催しが行われた。また、墓の上には希義を祀る希義神社が建っている。
このほか、高知県高知市横浜東町には希義を祀った聖神社がある。

## 後裔氏族
- 土佐吉良氏
天正期に記された『吉良物語』によると、希義の遺児・源希望が頼朝に取り立てられ、吉良荘（現 高知県高知市春野町弘岡上周辺）を与えられたと伝えられている。その末裔が戦国時代の土佐七雄の1つの土佐吉良氏となったとされる。